# International Masters Publishers
International Masters Publishers (IMP, «И.М.П.») — международная издательская компания, штаб-квартира компании находится в городе Мальмё (Швеция).
Офисы компании расположены на 4 континентах, деятельность ведётся в 35 странах мира: Австралии, США, Японии, Хорватии, Польше, Чехии, Венгрии, Эстонии, Норвегии, Швеции, Финляндии, Германии, Швейцарии, Франция.
Продукция IMP переведена на 20 языков.
Штат сотрудников компании составляет порядка 450 человек по всему миру (по состоянию на 2007 год), работающих в области разработки продукции, маркетинга, финансов и IT-операций. В 2007 году оборот компании составил 260 млн евро.
Альф Тённессон — основатель компании International Masters Publishers, Мартин Тённессон (его сын) — исполнительный директор компании.
Издательство IMP было основано в 1972 году и является частной компанией, на сегодняшний день компания обладает 40-летним опытом издательского дела.
International Masters Publishers относится к холдингу Cydonia Group, который включает в себя Nationalencyklopedin, Bra Böcker, Stabenfeldt, Fleur de Santé, Fyrklövern, My Great Recipes, Wildlife Explorer, History Explorer и Postpac.
Издательство специализируется на публикации литературы информационного, образовательного и развлекательного характера для широкой аудитории читателей, в том числе и детские издания.
На территории России с сентября 2003 года действует представительство IMP — ООО «И.М.П.» в Москве, которое занимается публикациями литературы для русскоязычной аудитории читателей, живущих на территории России и в странах СНГ.
Ряд изданий «И.М.П.» объединяют публикации литературы в следующих областях: приготовление пищи (кулинария), животные и природа, цветы и садоводство, классическая музыка, здоровье, детская литература («Страна сказок»), изучение английского языка, обучение работе на компьютере, а также дом и хобби.
В настоящее время компания является одним из крупнейших в мире издателей в области образовательной и развлекательной литературы.
Система продаж компании «И.М.П.» основана на принципах прямого маркетинга.
Основными каналами продаж являются: рекламные вложения в печатные издания, почтовые рассылки, реклама в Интернет (e-mail рассылки, банерная реклама), телемаркетинг.
Издания «И.М.П.» предлагаются клиентам по схеме коллекционирования, то есть, после оформления подписки на покупку продукции издательства, каждые 3—4 недели клиент получает новые части коллекции, собирая, таким образом, коллекцию издания.

## Награды
В марте 2010 года Альф Тённессон (69 лет), основатель и президент компании International Masters Publisher, стал лауреатом премии «SWEDMAs» (личность отрасли года) за продолжительное и постоянное использование принципов прямого маркетинга, подтверждённое многолетней историей успешной предпринимательской деятельности.

## Издания
«Энциклопедия творчества» — это коллекция тематических карточек, состоящая из 10 разделов, содержащая советы по реставрации мебели, созданию подарков и цветочных композиций, шаблоны и выкройки для шитья, рисования и вышивки с подробными пошаговыми инструкциями.
«Страна сказок» — это детское развлекательно-образовательное издание для детей дошкольного возраста.
«Мир на ладони» — это историко-географическая энциклопедия для школьников и студентов, содержащая описание различных достопримечательностей, выдающихся памятников искусства и архитектуры, а также «чудес» природы.
«Мой компьютер без секретов» — это пособие для самостоятельного обучения работе на компьютере.
«Домашняя медицинская энциклопедия» — это справочник, содержащий сведения о различных аспектах здоровья человека: современных методах лечения и профилактики, способах распознания и выявления признаков заболевания, всё о строении организма и др.
«Шедевры классической музыки» — это коллекция, объединяющая в себе серию книг и аудио-дисков, посвящённых творчеству авторов классической музыки.
«Английский для каждого — Speak English» — это полный курс самостоятельного изучения английского языка.
«В мире дикой природы» — это энциклопедия, в которой содержится информация о животных дикой природы (Млекопитающие, Птицы, Пресмыкающиеся и земноводные, Вымершие животные, Поведение животных, Экосистемы в Европе и другие разделы).

Николай Николаевич Дроздов, доктор биологических наук, профессор МГУ о серии «В мире дикой природы»:

Энциклопедия «В мире дикой природы» будет интересна и школьникам, и студентам, и взрослым ведь она сочетает увлекательные рассказы и новые, интересные научные факты из мира дикой природы. Издание отлично иллюстрировано — уникальные фотографии животных в естественной среде обитания, наглядные схемы, карты и диаграммы помогают лучше понять мир дикой природы.
— Н. Н. Дроздов
«Сад моей мечты» — это энциклопедия для садоводов и дачников, содержащая практические советы по уходу за садом и его оформлению.
«Вкусно, быстро и удобно» — это коллекция оформленных карточек с рецептами приготовления блюд и другими советами по сервировке стола.
«Хищники — опасные и прекрасные» — издание, повествующее о жизни диких животных в их естественной среде обитания.

Николай Николаевич Дроздов, доктор биологических наук, профессор МГУ о серии «Хищники — опасные и прекрасные»:

…уникальная по своей красоте серия DVD фильмов с книгами «Хищники — опасные и прекрасные». Это захватывающие истории из жизни диких животных в их естественной среде обитания — истории, наполненные экстремальными и драматическими событиями, но также и романтическими сценами, трогающими наши людские сердца.
— Н. Н. Дроздов
«Цветы дома: шаг за шагом» — это издание о домашних цветах и растениях, содержащее советы по уходу.